# Lunovula
Lunovula là một chi ốc biển, là động vật thân mềm chân bụng sống ở biển trong họ Pediculariidae.

## Các loài
Các loài thuộc chi Lunovula bao gồm:
- Lunovula boucheti Lorenz, 2007[2]
- Lunovula cancellata Lorenz, 2007[3]
- Lunovula finleyi Rosenberg, 1990[4]
- Lunovula superstes (Dolin, 1991)[5]